# Violencia contra los varones

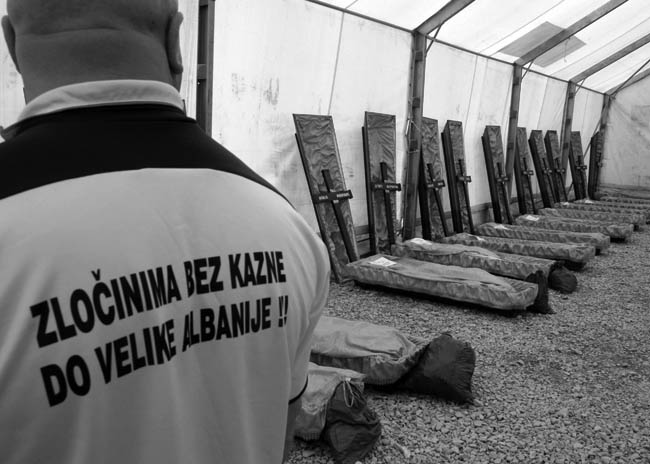
Hombres serbios asesinados durante la Guerra de Kosovo

La violencia contra el varón o violencia contra los hombres es una expresión utilizada por investigadores para aglutinar diversos fenómenos de violencia contra este grupo de personas en varios contextos, entre los que se encuentran la violencia intrafamiliar, violencia en el noviazgo, violencia de género, violencia infantil, violencia institucional, violencia callejera, entre otras.
Según varias investigaciones, se considera que los varones representan una mayoría tanto como víctimas y como perpetradores de violencia.
A nivel de violencia de pareja, en una revisión de estudios publicada en la revista Partner Abuse hecha sobre 750 artículos publicados en inglés entre 2000 y 2010 (en su mayoría proveniente de Estados Unidos) se llegó a la conclusión de que, con base en dichos estudios, aproximadamente 1 de cada 4 mujeres (23,1 %) y 1 de cada 5 hombres (19,3 %) sufrieron violencia física en una relación íntima, con una estimación de prevalencia global conjunta del 22,4 %. Por otro lado, los hombres víctimas de violencia doméstica a menudo son reacios a denunciarla o buscar ayuda.
La violencia sexual contra los varones es tratada de manera diferente según la sociedad y es un hecho largamente ignorado por las leyes internacionales.
Investigaciones indican  que es un problema social serio, porque aunque se habría prestado mayor atención a la violencia contra la mujer, sería posible argumentar que la violencia contra los hombres en varios contextos es un problema social sustancial digno de atención. Sin embargo, este sería un tabú social y «un fenómeno distinto a la violencia contra las mujeres y debe analizarse como tal», debido a que su naturaleza, causas y consecuencias serían distintas, así como los espacios en que se manifiesta. Referido a la violencia doméstica, una revisión de estudios publicada en la revista Partner Abuse hecho con base en 75 estudios llegó a la conclusión que los principales motivos de la violencia en la pareja son el poder/control y la autodefensa (76% y 61%, respectivamente), también mencionando a la violencia como expresión de una emoción negativa (63%), las dificultades de comunicación (48%), las represalias (60%) o los celos (49%) como otros motivos frecuentes dignos de ser destacados.
Dentro de las razones por la que se considera un tabú social a la violencia contra los varones están la contradicción que su existencia tiene con el rol de género estereotipado que ve a los varones como el sexo fuerte. Según un estudio publicado en la revista Revista CES Psicología, se trata de algo que «es despreciada y de pocos países se conocen estudios sobre la violencia específica de mujeres contra varones, aunque sí existen».

## Percepción
Algunos estudios muestran que la violencia es percibida como más o menos seria dependiendo del género de la víctima y del perpetrador. De acuerdo con un estudio en la publicación «Aggressive Behavior», la violencia contra mujeres tenía un tercio más de probabilidades de ser denunciada a la policía por terceras partes, sin importar el sexo del atacante, aunque la combinación de sexos con más probabilidades de ser denunciada era la de un perpetrador masculino con una víctima femenina. El uso de estereotipos por las fuerzas de la ley es un tema reconocido, y la académica internacional Solange Mouthaan sostiene que, en escenarios de conflicto, la violencia sexual contra varones ha sido omitida en favor de un enfoque hacia la violencia sexual contra mujeres y niños. Una explicación para estos diferentes enfoques es la mayor potencia física que los hombres tienen a comparación con las mujeres, haciendo que las personas tiendan más a condenar la violencia gracias a esta configuración sexual. El concepto de hombres sobrevivientes a la violencia va en contra de las percepciones sociales del rol de género del hombre, conduciendo a un bajo reconocimiento y a pocas previsiones legales que amparen estos hechos.
Los historiadores de la religión Katherine K. Young y Paul Nathanson han sostenido el uso de estereotipos por periodistas y por los medios con misandria cultural, en los que los hombres son vistos como de menor valor y en consecuencia no significativos como víctimas de la violencia.

## Violencia de género
Diversos investigadores afirman que ningún tipo de violencia que se ejerza contra el hombre es violencia de género y la acotan solamente al caso de aquella que es la ejercida contra las mujeres en diferentes ámbitos tomando como referente la Declaración sobre la eliminación de la violencia contra la mujer de 1993; otros investigadores sostienen que este es un concepto más amplio e incluye a aquel tipo de violencia física o psicológica ejercida contra cualquier persona sobre la base de su sexo o género. De acuerdo a Naciones Unidas, el término es utilizado «para distinguir la violencia común de aquella que se dirige a individuos o grupos sobre la base de su género», enfoque compartido por Human Rights Watch en diversos estudios realizados durante los últimos años, y por el Estatuto de Roma al indicar en su artículo 7(3) que el término género implica a ambos sexos.
Este tipo de violencia presenta diversas características diferentes a otros tipos de violencia interpersonal, y aunque comúnmente es asociada a la violencia contra la mujer —sin ser sinónimos—, la violencia de género es un problema que puede incluir a los varones en ciertas situaciones: ataques o violaciones sexuales contra sujetos en prisión, prostitución forzada, explotación laboral, tortura en tiempos de guerra, tráfico de personas, patrones de acoso u hostigamiento en organizaciones masculinas, ataques homofóbicos hacia personas o grupos de homosexuales, bisexuales y transgéneros, entre otros.

## Violencia sexual
[...] Y llamaron a Lot y le dijeron: ¿dónde están los varones que vinieron a ti esta noche? Sácalos, para que los conozcamos. Entonces Lot salió a ellos a la puerta, cerró la puerta tras sí y dijo: Os ruego, hermanos míos, que no hagáis tal maldad. [...] Y ellos respondieron: Quita allá; y añadieron: Vino este extraño para habitar entre nosotros, ¿y habrá de erigirse en juez? Ahora te haremos más mal que a ellos. Y hacían gran violencia al varón, a Lot, y se acercaron para romper la puerta. Entonces los varones alargaron la mano, y metieron a Lot en casa con ellos y cerraron la puerta. Y a los hombres que estaban a la puerta de la casa hirieron con ceguera desde el menor hasta el mayor, de manera que se fatigaban buscando la puerta. Y dijeron los varones a Lot: ¿Tienes aquí alguno más? ¿yernos, hijos?
Génesis 19, interpretado como una escena de violación colectiva cometida hacia dos hombres

Históricamente la violación masculina ha sido un tema tabú debido al estigma que involucraría el ser violado, y «la literatura revela que los perpetradores pueden ser tanto hombres como mujeres y heterosexuales u homosexuales»; además, la gran mayoría de las investigaciones dedicadas a evaluar este tipo de agresiones no incluyen a los hombres como víctimas o solamente los consideran como perpetradores.
Su abordaje en el ámbito de la investigación criminalística se remonta recién a partir de la década de 1980, mientras que legalmente la definición de ataque sexual y violación explícitamente consideraba como víctima a las mujeres, por lo que la posibilidad de incluir a los hombres en tal estatus era inexistente. Por otro lado, la inclusión de este flagelo en las estadísticas nacionales es reciente en muchos países, principalmente debido a lo arcaico en la definición del término; por ejemplo, en el caso de Estados Unidos, solamente el año 2012 se amplió el concepto para incluir, entre otros crímenes, a la violación masculina dentro de sus informes agregados de criminalización.
Al respecto, en 1999 se estimó que los varones son 1.5 veces menos propensos a reportar este tipo de abusos perpetrados por otro hombre a la policía en comparación a las mujeres, probablemente porque pone en juego su masculinidad o por temor a ser asociado a la homosexualidad. Dentro de la población gay, las bajas denuncias de agresiones sexuales se relacionarían a la baja confianza en el sistema judicial o por el estereotipo de que dichos sujetos «disfrutan ser violados», entre otras razones.
Una investigación croseccional realizada en un grupo de varones británicos en 1999 sugirió que alrededor de un 2.89 % había sufrido alguna experiencia sexual no consensuada como adultos y un 5.35 % abuso sexual siendo niños. Por otro lado, de acuerdo al Departamento de Justicia de Estados Unidos, el año 2003 un 13 % de los casos reportados provinieron de varones, mientras que en Alemania, dos estudios de 2003 indicaron que entre un 25.1 % y un 30.1 % de los sujetos reportaron al menos un incidente sexual no consensuado con una mujer (con un 19.4 % [estudio 1] o un 24.2 % [estudio 2] reportando que habían sido besados o tocados sexualmente por una mujer sin su consentimiento,Nota: un 12.6 % [estudio 1] o un 19.0 % [estudio 2] reportando haber sufrido coito sin su consentimiento y un 6.1 % [estudio 1] o un 11.1 % [estudio 2] reportando haber sufrido sexo oral sin su consentimiento), teniendo como elemento la poca resistencia de los varones a este tipo de ataques.
Dentro de la población homosexual, una investigación del Reino Unido en 1994 indicó que un 27,6 % señaló que había sufrido algún abuso sexual durante su vida.

### Violencia sexual en guerras
En la guerra, la violencia sexual es cometida por hombres contra hombres como guerra psicológica con el objeto de desmoralizar al enemigo. La práctica se puede remontar hasta la Antigua Persia y las Cruzadas. La castración es utilizada como un medio de tortura física, con fuertes efectos psicológicos, tales como la pérdida de la capacidad de procrear y la pérdida del estatus de «Hombre completo». El derecho penal internacional no considera la violencia sexual contra varones basada en el género como un tipo diferente de ofensa y la trata como crimen de guerra o tortura. La cultura del silencio que rodea este problema a menudo deja a los varones sin apoyo.
En 2012, un informe del Alto Comisionado de las Naciones Unidas para los Refugiados (ACNUR, {en inglés UNHCR, United Nations High Commissioner for Refugees}) afirmó que la violencia basada en género y sexo contra varones (adultos y niños) ha sido por lo general mencionada solo como una nota al pie en los informes. En un estudio, menos del 3 % de las organizaciones que consideran la violación como un arma de guerra menciona a los hombres o provee atención a las víctimas masculinas. Se observó en 1990 que el idioma inglés «carece de términos y frases que describan apropiadamente la violación de varones».

### Violencia sexual en el sistema penitenciario
Múltiples autores están de acuerdo en que en el sistema penitenciario se producen más violaciones de hombres que de mujeres, aunque hay disidencias. Según tres publicaciones independientes citadas por Alex Thio y Jim Taylor en 2011, la violación de mujeres en el ámbito penitenciario, a nivel mundial, es proporcionalmente equivalente al de este grupo en general, mientras que uno de cada cinco hombres que ingresen en prisión serán violados antes de cumplir su condena. Esto excede al 3,8 % de hombres que serán víctima de una violación a lo largo de su vida. Según el mismo autor, hay tres motivos que pueden resaltarse para que se dé este fenómeno: la poca empatía hacia los presidiarios de parte de la sociedad, la falta de castigos a los violadores y la no separación de depredadores sexuales (lobos) de los presos más sumisos (punks). Según el Informe mundial sobre la violencia y la salud de 2003 de la Pan American Health Organization, la violencia sexual en las prisiones se da principalmente entre los detenidos, generalmente como una forma de establecer jerarquías, respeto y castigos. Aunque también se reportan casos en donde los internos son obligados, por parte de las autoridades, a violarse unos a otros por «diversión», o bien son obligados a dar favores sexuales o son «castigados» sexualmente.

## Violencia doméstica y de pareja

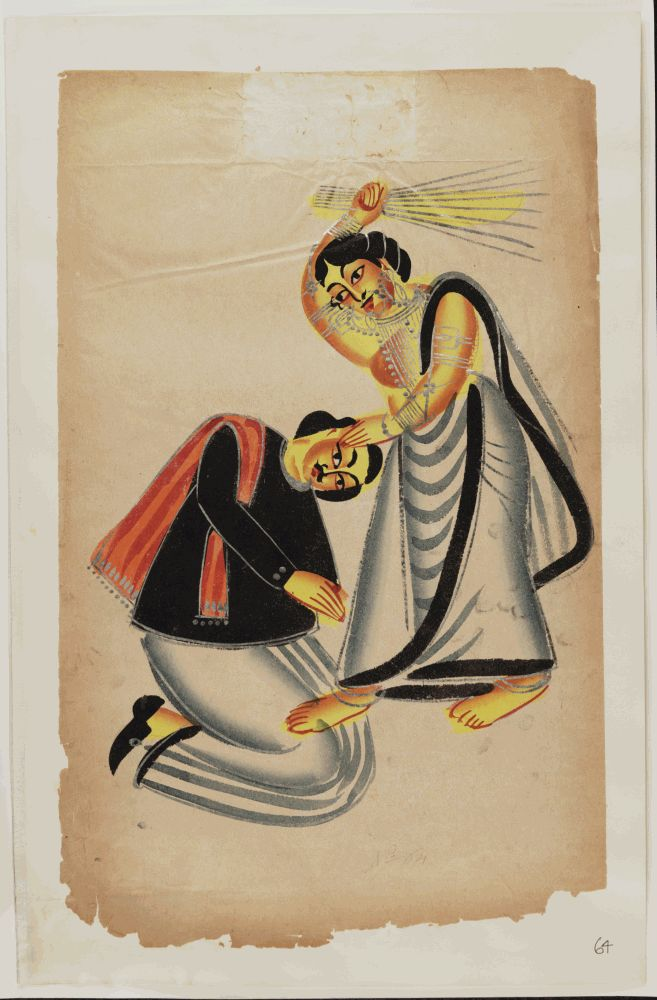
Pintura Kalighat "Mujer golpeando a un hombre con una escoba", Calcuta, India, 1875.

A pesar de numerosos estudios que informan sobre la preponderancia de la violencia doméstica perpetrada por los varones contra las mujeres, otros estudios sugieren que las tasas de violencia doméstica de las mujeres y los hombres son equivalentes. Eso ha generado muchas controversias y discusiones entre los investigadores.
Algunos autores indican que tanto en la violencia doméstica contra las mujeres como en la que es realizada contra los hombres se pueden encontrar motivos similares, mientras que la idea de que el hombre pueda ser víctima de la mujer genera resistencias y no está exenta de controversias, en las que se trata, por ejemplo, el sesgo al entender la idea de violencia física como la única forma de violencia realmente importante.
El estudio de 2013 «Proyecto sobre el estado del conocimiento del abuso por la pareja» (PASK por las siglas en inglés de «Partner Abuse State of Knowledge Project», publicado por el Grupo de Investigación de la Violencia Doméstica, {Revista Springer Publishing «Partner Abuse»}) reiteró los hallazgos de paridad en las tasas para hombres y mujeres tanto como agente activo como agente pasivo del abuso. El  «Estudio sin precedentes de la violencia doméstica afirma se necesita reconocer a las víctimas masculinas» (en inglés «The Unprecedented Domestic Violence Study Affirms Need to Recognize Male Victims»), condujo a la conclusión de su título.
Los varones que son víctimas de la violencia doméstica a veces son reacios a denunciarla o a buscar ayuda. También existe un paradigma establecido de que solo los hombres perpetran violencia doméstica y que nunca son víctimas. Esto ha sido relacionado con las afirmaciones de que las mujeres solo son violentas en casos de represalia y de autodefensa, aun cuando la evidencia global de múltiples fuentes contradice esta idea. Como con otras formas de violencia contra el varón, la violencia de pareja es generalmente menos reconocida en la sociedad cuando las víctimas son varones.  La violencia de las mujeres contra los varones es a menudo banalizada debido a la supuesta debilidad física de las mujeres; en tales casos, se omite considerar el uso de objetos peligrosos y armas que se puede efectuar. Una investigación llevada adelante desde 1990 ha identificado problemas en la percepción y un real sesgo cuando la policía está involucrada, negándose a reconocer a la víctima masculina incluso cuando se encuentre herida.

## Servicio militar obligatorio y guerra
En la mayoría de los países, el servicio militar obligatorio es obligatorio únicamente para los varones, lo que constituye una violencia institucional y sistemática contra los varones, en muchos casos avalada por los tribunales. Cuando esto ocurre, esta violencia conlleva además otras violencias y discriminaciones:
- Son varones los que pueden ser condenados por los tribunales por negarse a hacer dicho servicio militar o por negarse a realizar la prestación social sustitutoria. En España se planteó la cuestión de inconstitucionalidad 1.772/1993 en relación con un delito de negativa al cumplimiento de la prestación social sustitutoria por discriminación por razón de sexo. El Tribunal Constitucional acordó la inadmisión a trámite.[98]
- Son varones los que se suicidan en dicho servicio militar obligatorio.[99][100]
- Los que son movilizados forzosamente para el frente de batalla en época de guerra son varones, lo que supone además el riesgo de ser heridos o mutilados o morir en combate o ser hechos prisioneros de guerra (sujetos muchas veces a matanzas, malas condiciones higiénicas, trabajos forzados y malos tratos).
- En la mayoría de los casos, son varones los que están sujetos y pueden ser condenados por las leyes penales militares.

El Tribunal de Justicia de la Unión Europea en sentencia de 11 de marzo de 2003 en el asunto C-186/01 declaró: «El Derecho comunitario no se opone a que el servicio militar obligatorio esté reservado a los hombres».
En 2017, los países que incluían a las mujeres en el servicio militar obligatorio eran: Chad, Eritrea, Israel, Libia, Corea del Norte, Sudán, Túnez y Noruega. Sin embargo, en los países donde también existe servicio militar obligatorio para las mujeres puede haber discriminación contra el varón al imponerle condiciones más duras o mayor duración en dicho servicio. Así, por ejemplo, en Israel hay el servicio militar obligatorio para la mayoría de los ciudadanos mayores de 18 años, tanto varones como mujeres, pero los varones deben realizar un servicio militar de 32 meses y las mujeres solamente de 24 meses.

### España
En España, la Ley Orgánica 13/1991, de 20 de diciembre, del Servicio Militar, derogada en 2005, establecía en su artículo 11.2: «Las mujeres están exentas del servicio militar. Podrán ser llamadas a cumplir determinados servicios en las Fuerzas Armadas, de conformidad con la legislación reguladora de la movilización nacional». El preámbulo de dicha ley dice: «(...) La mujer queda excluida de la obligatoriedad del servicio militar porque las necesidades de la defensa militar quedan cubiertas con el concurso de los varones y por considerar que esta decisión no vulnera el mandato de no discriminación establecido en el artículo 14 de la Constitución, de acuerdo con la doctrina del Tribunal Supremo, del Tribunal Constitucional y del Tribunal Europeo de Derechos Humanos. No obstante, las mujeres podrán incorporarse a las tareas de la defensa nacional con arreglo a las normas sobre movilización nacional. (...)». La justificación que ofrece el legislador en primer término no es de recibo, pues la misma conduciría a aceptar que es razonable que las mujeres no puedan participar en otros ámbitos de la Administración pública por cuanto también hay hombres suficientes para satisfacer las necesidades. En la legislación anterior sobre servicio militar las mujeres estaban igualmente exentas de dicho servicio.

### República Federal Alemana
El artículo 12 a de la Ley Fundamental de Bonn, de la República Federal Alemana, añadido en la reforma constitucional de 24 de junio de 1968, dispone en el primero de sus apartados: «Los varones podrán ser obligados, a partir de los 18 años de edad, a prestar el servicio en las Fuerzas Armadas, en la Policía Federal de Fronteras o en alguna unidad de defensa civil».

### Colombia
En Colombia, un comunicado de la Procuraduría General de la Nación de 2015 justificó que el servicio militar obligatorio sea obligatorio solamente para varones. La Corte Constitucional de dicho país estudia una demanda que pide suprimir la obligatoriedad del servicio militar para los varones. El Observatorio de Justicia Constitucional de la Universidad Externado le contestó a la Corte con una aseveración: «La exclusión de las mujeres del servicio militar obligatorio es una reliquia histórica que debe ser eliminada en aras de la igualdad de género».
La Sala Plena de la Corte Constitucional resolvió la demanda en 2023. La decisión de los magistrados fue mantener las normas de la Ley 1861 de 2017 que reglamentan el servicio militar obligatorio en Colombia.

### Matanzas masivas en guerras

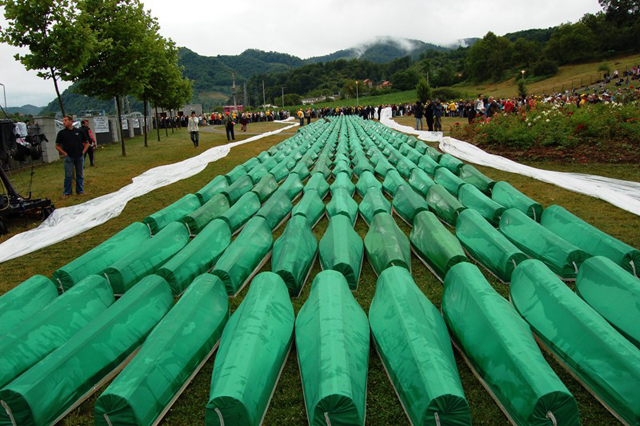
La masacre de Srebrenica fue el mayor asesinato de civiles en un ambiente bélico desde la Segunda Guerra Mundial. El ataque fue dirigido específicamente a los hombres adultos; de las 8372 personas que murieron, solo 7 fueron mujeres.

En situaciones de violencia estructural que incluyen guerra y genocidio, hombres y niños varones a menudo son apartados y asesinados. Se evidencia el asesinato de objetivos por sexo durante la Guerra de Kosovo, donde la estimación de víctimas civiles masculinas sugiere que constituyeron más del 90 % de las bajas civiles. Otros ejemplos de matanzas masivas de civiles masculinos incluyen algunas de las relacionadas con la represión política en la Unión Soviética.
Hombres y niños varones no combatientes han sido, y continúan siéndolo, los objetivos más frecuentes de las matanzas en masa y masacres genocidas, así como de una gran cantidad de atrocidades y abusos menores. Gendercide Watch, un grupo independiente de derechos humanos, documenta múltiples asesinatos de género enfocados en varones (adultos y niños): Operación al-Anfal (Kurdistán iraquí) (1988), Genocidio Armenio (1915-17) y Genocidio en Ruanda (1994). La conscripción forzada también puede considerarse una violencia contra los varones basada en el género.

## Discriminación en relación con la reproducción
La feminista francesa Évelyne Sullerot señaló en su libro El nuevo padre: un nuevo padre para un nuevo mundo (Quels pères? Quels fils?) (1993):

Simultáneamente, la mujer ha adquirido, a la vez que el derecho de no procrear y los medios para no hacerlo, la posibilidad práctica de procrear contra la voluntad del padre o ignorándolo éste, sin que el derecho se oponga a dicho proyecto. Le basta a la mujer con dejar de tomar medidas anticonceptivas mientras asegura lo contrario a su pareja, con lo cual tiene muchas probabilidades de quedar embarazada; mientras, su pareja, nolens volens, queda obligada a aceptar la situación y a asumir una paternidad que le ha sido impuesta mediante engaño. (...) En pocos años, la suma de la anticoncepción eficaz y el aborto autorizado ha proporcionado a las mujeres una libertad y un poder sobre la procreación muy superiores a los que pueden disponer los hombres. A ello se añade, en Francia, (...) la posibilidad que se abre ante la madre, en el momento en que nace un hijo no deseado, de abandonarlo sin temor a persecuciones ni a condenas. (...) No existe ninguna posibilidad equivalente para que el hombre reconocido como padre pueda liberarse de su paternidad. Bajo la amenaza de persecuciones, está obligado a asumir a todo hijo que haya procreado, incluso cuando ha procedido involuntariamente o con ignorancia.

Una mujer soltera que tenga un hijo puede cederlo en adopción y no tendrá que mantenerlo ni pagar una pensión. En cambio, un padre soltero puede ser obligado a pagar una pensión de alimentos, incluso cuando el hijo haya sido concebido mediante engaño («paternidad forzada»).
El extenista Boris Becker fue víctima de una «paternidad forzada» por parte de las mafias rusas, que usaron a la modelo Angelika Ermakova, que voluntariamente le hizo una felación. Posteriormente Angelika usó el semen fraudulentamente para hacerse inseminar con él y tener una hija, Anna, del extenista, obviamente sin su consentimiento ni conocimiento. En julio de 2001, Boris Becker acordó pagarle a la modelo cinco millones de dólares.
En 2006, el Centro Nacional de Hombres estadounidense respaldó una demanda judicial conocida como «Dubay vs Wells». El caso y la apelación fueron desestimados por la Corte de Apelaciones de los Estados Unidos (Sexto Circuito). El asunto se planteó alegando la posibilidad del aborto por parte de la mujer. (Véase aborto de papel).
El llamado «aborto de papel» recibió apoyo de la feminista estadounidense Karen DeCrow:

La justicia dicta que si una mujer toma la decisión unilateral de llevar el embarazo a término, y el padre biológico no participa, ni puede participar en esta decisión, no debe ser responsable por 21 años de manutención. O, dicho de otro modo, las mujeres autónomas que toman decisiones independientes sobre sus vidas no deben esperar que los hombres financien su elección.
 Karen DeCrow en New York Times Magazine, 1982

### Circuncisión forzosa
La circuncisión masculina no terapéutica es considerada, por varios grupos, como una forma de violencia contra los hombres jóvenes y los niños. La Corte Penal Internacional considera la circuncisión forzada como un «acto inhumano». Algunas decisiones judiciales han considerado que es una violación de los derechos del niño. En ciertos países, como Australia, Bangladés, Canadá, Indonesia, Pakistán, Filipinas, Corea del Sur, Turquía y Estados Unidos, es corriente que los varones son circuncidados y la circuncisión «tiende a ser practicada poco después del nacimiento en partes del África Occidental, Israel, los países del Golfo y los Estados Unidos», lo que significa que en estos casos la circuncisión se lleva a cabo sin el consentimiento del niño. Además, las religiones judía y musulmana circuncidan a los varones a una edad temprana. También se practica en el cristianismo copto y en la Iglesia Ortodoxa Etíope.
A pesar de que un fallo judicial de 2012 en Alemania puso en duda la práctica de la ablación masculina, calificando la circuncisión de «daño corporal grave», el parlamento alemán aprobó una ley para mantener la legalidad de la circuncisión de los niños. A 2016, la ablación de los prepucios de los niños sigue siendo legal en todo el mundo.[cita requerida]

## Leyes y medidas
No se observa la inclusión de este fenómeno como violencia de género dentro de los ordenamientos jurídicos de España o América Latina por ejemplo, aunque algunos países han adoptado legislaciones neutrales con el fin de hacerlas aplicables de manera equivalente. Adicionalmente, en la bibliografía académica existe consenso en no considerarlo como violencia de género, aunque los casos registrados podrían reflejar como un problema social de dimensión cuantificable.
El Código Penal de la Nación Argentina en el artículo 80 (homicidios) define la violencia de género como aquella dirigida «a una mujer cuando el hecho sea perpetrado por un hombre». Desde 1921 este artículo había sido neutral al género pero en 2012 se lo reformó para excluir la violencia dirigida a los hombres. En 2013, la Defensoría del Pueblo de la Nación presentó un anteproyecto de ley para derogar el inciso 11 alegando que viola el principio de igualdad ante la ley.
Por la Ley Orgánica 1/2004, de 28 de diciembre, de Medidas de Protección Integral contra la Violencia de Género se regula en España las medidas de protección integral contra la violencia de género. La ley conceptúa la violencia de género como un tipo de violencia contra la mujer cometida por el hombre. Se distingue de la violencia doméstica que se castiga en el Código Penal, de manera mucho más leve (o no castiga según el caso), según la reforma aprobada por Ley Orgánica 11/2003, que considera violencia doméstica, en los artículos 173,153 y concordantes del Código Penal, la violencia cometida contra «quien sea o haya sido su cónyuge o sobre persona que esté o haya estado ligada a él por una análoga relación de afectividad aun sin convivencia».
Algunos preceptos penales de esta ley fue objeto del planteamiento de varias cuestiones de inconstitucionalidad, que fueron desestimadas por el Tribunal Constitucional. La presidenta de dicho Tribunal Constitucional, María Emilia Casas, cuyo voto fue decisivo, fue grabada por la guardia civil mientras investigaba a una acusada de encargar el asesinato de su exmarido, asesorando a la acusada: «Avísame si esto llega al Constitucional». En 2009, la diputada Rosa Díez pidió la apertura de centros similares a las casa de acogida, alegando la desigualdad creada por la ley.
El 10 de febrero de 2009 se inauguraron en Holanda cuarenta centros de acogida para hombres víctimas de violencia familiar.
En la legislación uruguaya la ley sobre violencia doméstica está expresada de tal forma que incluye a ambos géneros, sin embargo relega al «Instituto Nacional de la Familia y la Mujer» la tarea de seleccionar peritos para evaluar qué está incluido dentro de este tipo de violencia.

## Homicidio
| Delincuente masculino/Víctima masculina | 65.3 % |
| Delincuente masculino/Víctima femenina  | 22.7 % |
| Delincuente femenina/Víctima masculina  | 9.6 %  |
| Delincuente femenina/Víctima femenina   | 2.4 %  |

En Estados Unidos, las estadísticas sobre delincuencia a partir de 1976 muestran que los hombres constituyen la mayoría (88 %) de los autores de homicidios, independientemente de que la víctima sea mujer u hombre. Los hombres también representan un mayoría como víctimas en los homicidios que implican tanto a hombres como a mujeres (el 74,9 % de las víctimas son hombres). Según la Oficina de Estadísticas de Justicia, las mujeres que matan a hombres tienen más probabilidades de matar a conocidos, cónyuges o novios, mientras que los hombres tienen más probabilidades de matar a extraños. En muchos casos, las mujeres matan a los hombres por ser víctimas de la violencia de su pareja, sin embargo, esta investigación se realizó sobre mujeres condenadas a muerte, una muestra de aproximadamente 97 durante los últimos 100 años.
En Australia, los hombres también representan un mayoría como víctimas, ya que el Instituto Australiano de Criminología encontró que los hombres tienen 11,5 veces más probabilidades de ser asesinados por un desconocido que las mujeres.